# Baixa Verde
Baixa Verde é um distrito do município brasileiro de Dionísio, no interior do estado de Minas Gerais. Segundo o censo demográfico de 2022, realizado pelo Instituto Brasileiro de Geografia e Estatística (IBGE), sua população era de 1 758 habitantes e havia 594 domicílios particulares permanentes ocupados. Possui área de 155,27 km² conforme a Fundação João Pinheiro (FJP). Foi criado pela lei municipal nº 301 de 4 de abril de 2002.
De acordo com o IBGE, em 2010 a população era de 2 551 habitantes e havia 706 domicílios particulares.
O distrito é atendido pela LMG-760 e banhado pelo ribeirão Mumbaça. É conhecido por suas inúmeras lagoas, sendo mais de 40 em toda sua extensão. Baixa Verde pertence à Região do Rio Doce (RRD), onde se encontra o Parque Estadual do Rio Doce, um dos três maiores sistemas de lagos do Brasil. É alvo de turistas e pesquisadores de todo o Brasil, devido à sua fauna e flora e suas lagoas.

## Geografia e economia
O relevo é montanhoso e plano, com altitude máxima chegando a 910 metros. O distrito detém dois terços da Reserva Ecológica do Parque Estadual do Rio Doce (PERD), com quase uma centena de lagoas e é banhado pelo ribeirão Mumbaça. Seu território limita-se com os municípios de Marliéria, São Domingos do Prata, São José do Goiabal, Córrego Novo e Pingo-d'Água.

As principais atividades econômicas são o reflorestamento, a agropecuária, o comércio e a extração de madeira e de carvão vegetal. O artesanato também tem contribuído com a economia local. São confeccionadas peças com fios, pinturas e trabalhos em Barroco.

## Infraestrutura
O distrito possui uma escola estadual que atende a todos os ensinos, desde primário até o ensino médio, que é Escola Estadual Dona Jacy Francisca Garcia. Na área da saúde conta com a Unidade básica de Saúde do Distrito de Baixa Verde. Possui uma agência da Empresa Brasileira de Correios e Telégrafos e o abastecimento de água e a coleta de esgoto são feitos pela prefeitura de Dionísio.